# 帕勒蒙 (安德罗美尼斯之子)
帕勒蒙（希腊语 Πoλεμων，Polemon ；西元前4世纪人物）是一名亚历山大大帝时期将领。 西元前330年，因菲罗塔斯叛国案，由于帕勒蒙同菲罗塔斯之间的亲密关系，他和他的兄弟们被指控参与叛国一事。在阿明塔斯于马其顿军队前自辩后，以及帕勒蒙的及时出现，他们被赦免了。

西元前323年，在亚历山大大帝死后的继承问题上，帕勒蒙和他的兄弟阿塔罗斯都支持佩尔狄卡斯。后者在出征埃及时，死于兵变，出于对佩尔狄卡斯的尊敬，帕勒蒙试图防止阿里達烏斯把佩尔狄卡斯的尸体运往埃及。 他之后追随佩尔狄卡斯的弟弟阿爾塞塔斯，并于西元前320年在皮西迪亚同阿塔罗斯、多喀摩斯一道被安提柯一世俘虏。 此后他和阿塔罗斯一起被关押，於西元前317年成功越狱。1年后，再度被捕。

## 家庭
- 父亲：安德罗美尼斯
- 兄弟：阿明塔斯，阿塔羅斯，西米阿斯